# Повітряні сили Фінляндії
Повітряні сили Фінляндії (фін. Suomen ilmavoimat) — один з видів збройних сил Республіки Фінляндія.

## Структура
Командування повітряних сил (фін. Ilmavoimien Esikunta)
Повітряні командування
- Карельське повітряне командування (фін. Karjalan Lennosto)
- Лапландське повітряне командування (фін. Lapin Lennosto)
- Сатакунтське повітряне командування (фін. Satakunnan Lennosto)

 Академія повітряних сил (фін. Ilmasotakoulu)

## Кваліфікаційні знаки

## Техніка та озброєння
| Тип                                       | Фото          | Виробництво/Країна | Призначення                  | Варіант                                         | Кількість                                             | Примітки                                                                                                 |
| Бойові літаки                             | Бойові літаки | Бойові літаки      | Бойові літаки                | Бойові літаки                                   | Бойові літаки                                         | Бойові літаки                                                                                            |
| ----------------------------------------- | ------------- | ------------------ | ---------------------------- | ----------------------------------------------- | ----------------------------------------------------- | --- |
| F-35                                      |               | США                | Багатоцільовий Винищувач     |                                                 | Контракт між США та Фінляндією на постачання 64 F-35A | https://mil.in.ua/uk/news/vynyshhuvach-f-35a-vpershe-zdijsnyv-posadku-na-dorogu-zagalnogo-pryznachennya/ |
| McDonnell Douglas F/A-18 Hornet           |               | США                | багатоцільовий винищувач     | F/A-18C Hornet F/A-18D Hornet                   | 62                                                    | |
| Hawk                                      |               | Велика Британія    | навчально-тренувальний літак | BAE Systems Hawk Mk. 51 BAE Systems Hawk Mk. 66 | 49 16                                                 | |
| Valmet L-70 Vinka                         |               | Фінляндія          | навчально-тренувальний літак |                                                 | 28                                                    | |
| Транспортний літак                        |               |                    |                              |                                                 |                                                       | |
| EADS CASA C-295                           |               | Іспанія            | транспортний літак           |                                                 | 3                                                     | |
| Fokker F27                                |               | Нідерланди         | транспортний літак           |                                                 | 1                                                     | |
| Літак дальнього радіолокаційного стеження |               |                    |                              |                                                 |                                                       | |
| Pilatus PC-12 NG                          |               | Швейцарія          | зв'язковий літак             |                                                 | 6                                                     | |
| Gates Learjet 35 A/S                      |               | США                | багатоцільовий літак         |                                                 | 3                                                     | |

## Розпізнавальні знаки
| 1918–1945 | з 1945 |
| --------- | ------ |
|           |        |